# Hersilia insulana
Hersilia insulana är en spindelart som beskrevs av Embrik Strand 1907. Hersilia insulana ingår i släktet Hersilia och familjen Hersiliidae.
Artens utbredningsområde är Madagaskar. Inga underarter finns listade i Catalogue of Life.